# تايوان، الصين
«تايوان، الصين»، أو«تايوان، مقاطعة الصين»، أو «مقاطعة تايوان، الصين»، وهي عبارة عن مجموعة من المصطلحات المثيرة للجدل من الناحية السياسية والتي من المُحتمل أن تكون غامضة، بل وتصف هذه المصطلحات تايوان والأقاليم المرتبطة بها على أنها مقاطعة أو إقليم من «الصين».
تستخدم وسائل الإعلام الصينية مصطلح «تايوان، الصين» كلما أُشير إلى مقاطعة تايوان، وذلك على الرغم من أن جمهورية الصين الشعبية (PRC) -المُعترف بها على نطاق واسع من قبل المجتمع الدولي كممثل شرعي «للصين»- لا تمتلك سلطة قضائية على المناطق التي تحكمها جمهورية الصين (ROC).
تُدرج «الصين» وفقًا لقواعد اللغة الإنكليزية بعد «تايوان» بإضافة اللاحقة «، الصين». ومع ذلك، تُدرج المقاطع الصينية «中國» («الصين») بعد المقاطع «台灣» («تايوان») في كل انعقاد صيني، من أجل الإشارة إلى الكيان الأكبر والأرفع مستوى أولًا. على سبيل المثال، تُدرج كلمة «الصين» في ترجمة حوار الفيديوهات المعروضة على شاشة التلفاز كلما ذُكرت كلمة «تايوان»، إذ تُكتب المقاطع الصينية «中國» («الصين») بعد المقاطع «台灣» («تايوان») على الرغم من حقيقة أن كلمة «الصين» لم تُذكر أبدًا، وذلك بهدف الترويج للجمهور بأن تايوان هي جزء من الصين. (تُعتبر ترجمة حوار الفيديو ممارسة متبعة في الإعلام الصيني، بسبب وجود العديد من «اللهجات الصينية» غير المفهومة وفق علاقة الوضوح المتبادل).
يظهر مصطلح «تايوان، مقاطعة الصين»، في القائمة المُنسدلة لمواقع الويب وبرامج الحاسوب التي تعرض قائمة الدول حسب المعيار الدولي أيزو 3166-1.
تُعتبر المُصطلحات غامضة ومثيرة للجدل لأنها ترتبط بالمسائل الجدلية المتعلقة بالوضع السياسي لتايوان، وبالعلاقات القائمة بين ضفتي المضيق الموجود بين «تايوان» و«الصين»، سواء كانتا دولتين منفصلتين أو «منطقتين لبلد واحد».
منذ عام 1949، وُجدت دولتان في الواقع تحملان اسم «الصين» (سياسة الصينيتان)، وهما جمهورية الصين ROC) التي تأسست عام 1912 والمعروفة الآن باسم «تايوان») وجمهورية الصين الشعبية (RPC التي تأسست عام 1949 والمعروفة الآن باسم «صين» و«الصين»). ومع ذلك، فهناك «صين» واحدة فقط تحكم تايوان، وتدعى جمهورية الصين، بل وتمتلك قسمًا إداريًا يسمى «مقاطعة تايوان»، ولكن يُشار إليه باسم «مقاطعة تايوان، جمهورية الصين»؛ في حين أن الصين الأخرى -جمهورية الصين الشعبية المُعترف بها دبلوماسيًا باسم الصين (وليس جمهورية الصين الشعبية) - تزعم أن تايوان هي جزء من أراضيها، علمًا أنها لا تحكمها وفقًا لذلك الإدعاء.
أُقر استخدام هذا المصطلح رسميًا وسياسيًا من قبل الحكومة الصينية الشيوعية (الحزب الشيوعي الصيني)، وهي طريقة للترويج للعامة بأن تايوان تخضع لسيادة هذه الحكومة، إذ تزعم جمهورية الصين الشعبية أنها الحكومة الشرعية «لكل الصين»، والتي تضم تايوان أيضًا وفقًا لتعريفها الخاص، وذلك على الرغم من عدم سيطرتها عليها.
تنازع بعض أعضاء حكومة جمهورية الصين على موقف جمهورية الصين الشعبية، والتي تعتبر إلى جانب العديد من التايوانيين، أن هذا المصطلح مهين وغير صحيح، واستخدامه هو كذبة تنكر سيادة جمهورية الصين الشعبية ووجودها، الأمر الذي يقلل من منزلة تايوان إلى مقاطعة من مقاطعات جمهورية الصين الشعبية.
يُعد هذا المصطلح مُسيئًا لأنصار استقلال تايوان بشكل خاص، وللأشخاص الذين يريدون نأي تايوان عن «الصين» والحضارة الصينية (أي إضفاء الطابع الصيني)، بل واعتباره بمثابة تناقض لفظي، أي بمعنى أن تايوان والصين هما بلدان مختلفان، وأن شرعية حكم جمهورية الصين في تايوان هي موضع خلاف في المقام الأول.

## الخلفية حول «الصين» والغموض
نشأ النزاع حول معنى «الصين» والغموض نتيجةً لتقسيم جمهورية الصين (1912 - 1949) إلى سياسة الصينيتين في «نهاية» الحرب الأهلية الصينية عام 1955. (خفّت حدة القتال بين الطرفين بعد عام 1949، ولم يحدث أي توقيع على معاهدة سلام أو هدنة على الإطلاق؛ ما زالت جمهورية الصين الشعبية (RPC) تهدد بشن هجوم على جمهورية الصين (ROC) وتايوان عندما ترى أن ذلك ضروريًا).
يعني مصطلح «الصين» تاريخيًا، مختلف الأنظمة والسلالات الإمبراطورية التي كانت تسيطر على أراضي البر الرئيسي في آسيا قبل عام 1911، حيث أُطيح بالنظام الإمبراطوري وأُسست جمهورية الصين أول جمهورية في آسيا.
في عام 1927، بدأت الحرب الأهلية الصينية بين حزب الكومينتانغ (KMT، وهو الحزب المؤسس لجمهورية الصين) والحزب الشيوعي الصيني، الذي يُعتبر قوة متمردة في ذلك الوقت، إذ سيطر الشيوعيون الصينيون في نهاية المطاف على معظم أراضي جمهورية الصين الأصلية (بر الصين الرئيسي) عام 1949، حيث أعلنوا قيام «جمهورية الصين الشعبية» على تلك الأراضي.
وُجدت سياسة الصينيتان منذ ذلك الحين، على الرغم من أنه لم يُعترف بجمهورية الصين الشعبية دوليًا في ذلك الوقت. تلقت حكومة جمهورية الصين، تايوان من اليابان في عام 1945، ثم هربت في عام 1949 إلى تايوان بهدف استعادة السيطرة على بر الصين الرئيسي.
ما تزال كل من جمهورية الصين (ROC) وجمهورية الصين الشعبية (RPC) تطالب رسميًا (دستوريًا) ببر الصين الرئيسي ومنطقة تايوان باعتبارها جزءًا من أراضيها. في الواقع، تحكم جمهورية الصين الشعبية بر الصين الرئيسي فقط، وهي لا تمتلك أي سيطرة على تايوان بل تدعي أنها جزء من أراضيها بموجب «مبدأ سياسة الصين الواحدة».
أصبحت تُعرف جمهورية الصين التي تحكم منطقة تايوان فقط (والتي تتألف من تايوان وجزرها الصغيرة المجاورة)، باسم «تايوان» نسبةً لأكبر جزرها (بشكل مثيل لمجاز الجزء عن الكل). وتوقفت أيضًا عن المطالبة الفعلية ببر الصين الرئيسي جزءًا من أراضيها بعد الإصلاح الدستوري في عام 1991. ومع ذلك، فقد أكد ما يينغ جيو مجددًا منذ انتخابه في عام 2008 أن بر الصين الرئيسي جزء من أراضي جمهورية الصين وفقًا لدستورها، بل وصرح في عام 2013 أن العلاقات بين جمهورية الصين وجمهورية الصين الشعبية هي ليست علاقة بين دول وإنما بين «مناطق من نفس البلد».
فازت جمهورية الصين الشعبية في عام 1971 بمقعد الأمم المتحدة باعتبارها «الصين»، واستخدمت الاسم وطردت جمهورية الصين من الأمم المتحدة. ومنذ ذلك الحين، يُعد مصطلح «تايوان، الصين» تسمية تُستخدم عادةً في المنظمات الدولية مثل الأمم المتحدة والهيئات المرتبطة بها، وذلك تحت ضغط من جمهورية الصين الشعبية لاستيعاب مطالبها وإعطاء انطباع خاطئ بأن تايوان تنتمي إلى جمهورية الصين الشعبية.

## الاعتراضات

### حكومة جمهورية الصين (تايوان)
تستخدم منظمة الأمم المتحدة أحيانًا مصطلح «تايوان، الصين» للإشارة إلى جمهورية الصين، وذلك على الرغم من أن الصين لم تعد عضوًا في الأمم المتحدة.
تمنع جمهورية الصين الشعبية استخدام جمهورية الصين لاسمها الرسمي دوليًا، بل وتستخدم جمهورية الصين اسم «تايبيه الصينية» في المنظمات الأخرى، ولكن ترى جمهورية الصين استخدامها لهذا الاسم إنكارًا للجمهورية الصينية كدولة مستقلة ذات سيادة.
قوبلت الحالات المختلفة لاستخدام المصطلح من قبل المنظمات الدولية أو وسائل الإعلام الإخبارية، باحتجاجات من مسؤولي حكومة التايوان ومواطنيها.